# Nikolaus Thaddäus von Gönner

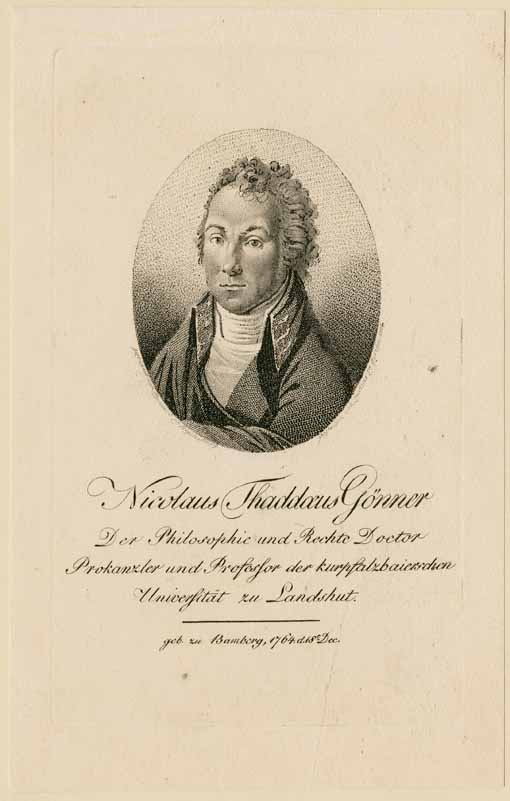
Nikolaus Thaddäus von Gönner

Ridder Nikolaus Thaddäus Ritter von Gönner (Bamberg, 18 december 1764 – München, 18 april 1827) was een Duitse rechtsgeleerde en staatsman.

## Levensloop
Hij was een zoon van Johann Michael Gönner (1732–1795) en Maria Anna Fleischmann (1733–1799). Hij liep school in het gymnasium van Bamberg. In 1777 schreef hij zich in aan de Universiteit van Bamberg, studeerde er rechten en promoveerde in 1792 tot doctor in de rechten. Hij was al vanaf 1789 gewoon hoogleraar rechten in Bamberg. In 1799 werd hij hoogleraar staatsrecht aan de Universiteit van Ingolstadt, nadat die van Landshut was verhuisd, en werd er in 1803-1804 kanselier van.
In 1811 werd hij naar München geroepen en  benoemd in de grondwetscommissie. 
In 1812 bezorgde hij, samen met Paul Johann Anselm von Feuerbach en Adam von Aretin, de redactie van de Codex Maximilianeus Bavaricus civilis. Nog in dat jaar werd hij directeur van het hof van beroep voor het district Isar. In 1815 werd hij justitiereferendaris en in 1820 Staatsrat. In 1826 werd hij op emeritaat geplaatst als hoogleraar, na de nieuwe verhuizing van de Universiteit van Landshut. Kort daarop overleed hij.
Von Gönner behoorde tot de invloedrijke vertegenwoordigers van de wijsgerig-juridische school. Zijn juridische arbeid resulteerde in verschillende werken:
- Entwurf eines Gesetzbuchs über das gerichtliche Verfahren in bürgerlichen Rechtssachen (Erlangen 1815–1817, 3 Bde.).
- Hypothekengesetz mit Kommentar (München 1823–1824, 2 Bde.).
- Entwurf des Strafgesetzbuchs (München 1822)

Daarnaast schreef hij ook nog:
- Handbuch des deutschen gemeinen Prozesses (Erlangen 1800–1803, 4 Bde.; 2. Aufl., das. 1804).
- Deutsches Staatsrecht (Erlangen 1804).

## Familie
Gönner trouwde tweemaal. In 1791 trouwde hij in Bamberg met Eva Barbara Katharina van Winnenthael (1771–1809), dochter van de Bamberger burger Livinius van Winnenthael (Wynendahl) en van Eva Hoffmann.
Na haar overlijden trouwde hij in 1815 in München met Anna Schrödl, dochter van de hoge ambtenaar in het ministerie van Financies, Franz Schrödl. Uit het eerste huwelijk had hij twee zoons en drie dochters.

## Publicaties
- Juristische Abhandlungen.
  - Erster Theil. Bamberg 1795 (E-Kopie).
  - Zweyter Theil. Bamberg 1799 (E-Kopie).
- Revision des Begriffs und der Eintheilungen des Dolus. Landshut 1810 (E-Kopie).
- Ueber Gesetzgebung und Rechtswissenschaft in unserer Zeit. Erlangen 1815 (E-Kopie).
- Entwurf eines Gesetzbuches über das gerichtliche Verfahren in bürgerlichen Rechtssachen.
  - Erster Band, das Gesetzbuch enthaltend. Erlangen 1815 (E-Kopie).
  - Zweiter Band, Motive. Zweite Abtheilung, Erlangen 1816 (E-Kopie).
- Motive zu dem Entwurfe der allgemeinen Hypotheken-Ordnung für das Königreich Baiern. München 1919 (E-Kopie).
- Vorträge über Gesetzgebungs-Gegenstände an die zweite Kammer der ersten Ständeversammlung im Königreiche Baiern. München 1820 (E-Kopie).
- Beleuchtung der in München erschienenen Schrift: die Stock-Jobbery, und der Handel mit Staatspapieren nach dem jetzigen Zustande, politisch und juristisch betrachtet. Wien 1821, anonym publiziert (E-Kopie).
- Einige Motive zum Baierischen Entwurf des Strafgesetzbuches, mit kurzer Prüfung der ausführlichen Prüfung, welche der Hr. Etatsrath und Deputirter der K. dänischen Canzleicollegii Dr. Oerstedt zu Kopenhagen im Jahr 1823 herausgegeben hat. München 1825 (E-Kopie).
  - Zweiter Band, Motive. Zweite Abtheilung, Erlangen 1826 (E-Kopie).
- Von Staatsschulden, deren Tilgungs-Anstalten und von dem Handel mit Staatspapieren.
  - Erste Abtheilung, München 1926 (E-Kopie).
- Zur Philosophie des positiven Privatrechts. München 1827 (E-Kopie).
- Commentar über das Hypotheken-Gesetz für das Königreich Bayern. 2. Auflage.
  - Erster Band, München 1868 (E-Kopie).
  - Zweiter Band, München 1868 (E-Kopie).